# Estadio de Machava
El Estadio de Machava (en portugués: Estádio da Machava) es un estadio de usos múltiples en Machava, una de sus subdivisiones, principalmente residencial de la ciudad de Matola, en las afueras de Maputo, Mozambique. Se utiliza para los partidos de fútbol y puede albergar 45 000 espectadores. El estadio fue construido por el gobierno colonial portugués de Mozambique e inaugurado como Estádio Salazar, nombrado así en honor del dictador portugués António de Oliveira Salazar, el 30 de junio de 1968 en un partido entre Portugal y Brasil, en que estos últimos, formalmente los visitantes, ganaron 2: 0. Ahora es propiedad de Clube Ferroviario de Maputo.